# Rúdtánc

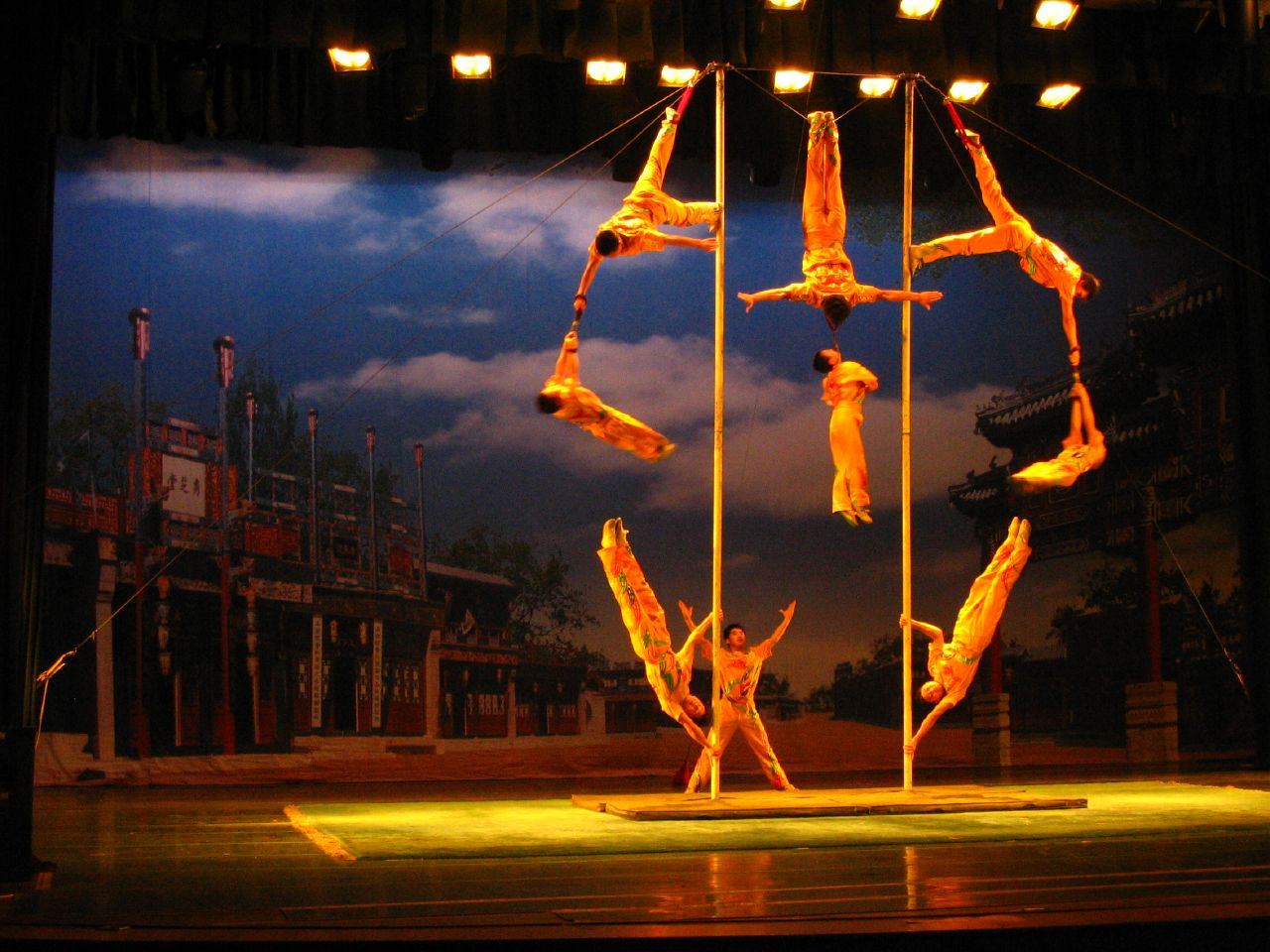
Kinai rúdtánc akrobaták

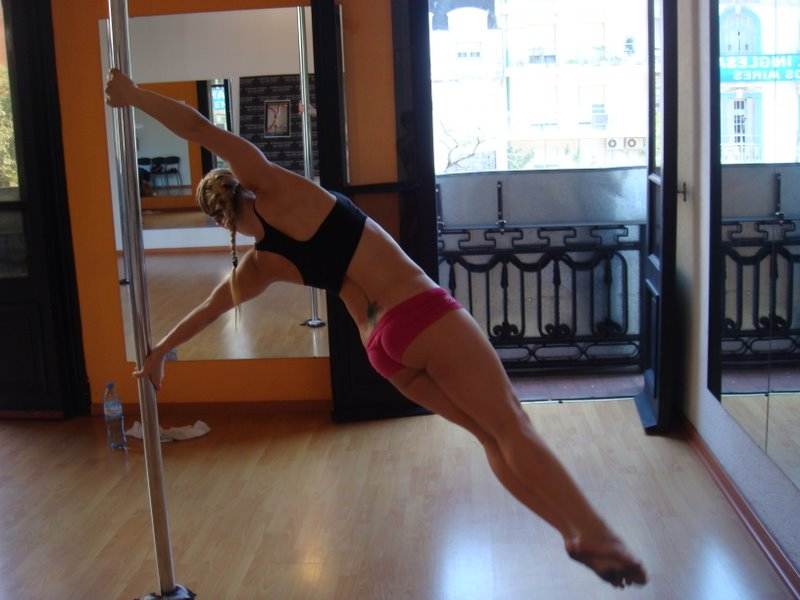
Rúdtáncsport

A rúdtánc az előadóművészet egyik formája, a tánc és akrobatika kombinációja. Táncelemeket tartalmaz akrobatikus trükkökkel vegyítve egy függőleges rúd igénybe vételével. A fitnesz és tánc egyre népszerűbb formája, amit hazánkban leginkább táncstúdiókban, vagy fitnesz termekben gyakorolhatunk. A világ számos országában rendeznek amatőr és profi bajnokságokat a sportágban.
A 21. század elején kezdett el egyre szélesebb körben terjedni a rúdtánc a sportolni vágyók körében. Annak ellenére, hogy sokan a rúdtáncot a sztriptízbárokból ismerik, egyre kevesebben azonosítják az erotikus műfajjal. A rúdtáncban ugyanis két irányzat alakult ki: a pole dance, amely akrobatikus elemeket tartalmaz érzéki táncmozdulatokkal színesítve, míg a pole fitness sokkal inkább szól az akrobatikáról és inkább az erőelemekre helyezi a hangsúlyt.
A rúdtánchoz jelentős fizikai erőre, rugalmasságra és állóképességre van szükség. Amíg a sztriptíz klubokban az előadás részét képezi a vetkőzés és az erotikus mozdulatok akrobatikus elemek nélkül, addig a sportszintű rúdtáncban az előadó atletikus mozdulatokat hajt végre: felmászik a rúdra, pörgéseket végez, és erőelemeket mutat be. Az utóbbi esetben a felső test és a törzs jelentős fizikai ereje elengedhetetlen, ami folyamatos, kitartó, kemény edzést igényel.
Ma már a rúdtánc a testedzés elismert formája, amit aerob és anaerob edzésként is végeznek lelkes követői. Elismert tréneri képzések léteznek a műfajban; aki ezt választja edzésforma gyanánt, szintenként léphet csak feljebb tudásában, hiszen minél magasabb szintre jutunk, annál nagyobb fizikai erőre és rugalmasságra van szükség az egyes, egyre nehezebb, komplexebb gyakorlatok végrehajtásához.

## Kialakulása
A rúdtánc valószínűleg az 1920-as években [forrás?] alakult ki, amikor az utazó cirkuszok show táncosai a cirkuszi sátor tartórúdját használták előadásuk kellékeként. Csak az 1950-es években kezdték el a bárokban, klubokban szórakoztató műsorok részeként használni a rúdtáncot, amikor a burleszk is elterjedt.

## A rúd
A rúdtáncban kétféle rudat különböztetünk meg: a hagyományos rudat és a forgó rudat. Mindkét esetben a rúd általában üreges fémből vagy sárgarézből van és padlótól plafonig ér. Ahol lehet, a plafonhoz rögzítik a tetejét, ami nagyobb stabilitást nyújt, viszont ez nem mindig oldható meg pl. versenyek helyszínén. A rúd standard átmérője általában 5 cm, mivel így kényelmesen meg lehet fogni egy kézzel is. Ázsiában a standard méret kicsit kisebb, 4,5 cm körüli.
A forgó rúd csupán annyiban különbözik a hagyományos rúdtól, hogy nem stabil, hanem forog. Ennek a célja, hogy a rúdtáncos gyorsabban tudjon pörögni, ami egyrészt igen látványos, másrészt azonban meg is nehezít néhány gyakorlatot. A versenyeken legtöbbször mindkét rúdon be kell mutatniuk gyakorlatokat a versenyzőknek.
Mivel a profi rúdtánchoz rengeteg gyakorlás szükséges, otthonra is lehet kapni – hazánkban is – rudakat. Csak megbízható helyről vásároljunk, ahol be is szerelik nekünk, mivel a nem megfelelően rögzített rúd veszélyes lehet.

## A rúdtánc mint edzésforma
A rúdtánc napjainkban igen elterjedt edzésforma világszerte, mivel nagy hangsúlyt helyez az általános erőnlétre és állóképességre egyaránt. Ez a mozgásforma növeli a testi erőnlétet, mert saját testsúlyunkat használjuk ellenállásként, miközben az egész testet formálja. További előnye, hogy önbizalmat növel és energiát ad.
Mi sem bizonyítja jobban a rúdtánc sportértékét mint az, hogy egyre több férfi kezdi el művelni ezt a sportágat. Ausztráliában, az Egyesült Királyságban és az USA-ban a tánc stúdiók már kizárólag férfiak számára is nyújtanak rúdtánc edzéseket. 2007-ben például a kínai országos rúdtánc bajnokságot egy férfi nyerte meg, és a 2011-es, Magyarországon megrendezett világbajnokságon már férfi kategóriában is indulhattak versenyzők.

## Rúdtánc Magyarországon
Hazánkban a rúdtáncot Pirner Alma, a Dollhouse Táncstúdió tulajdonosa vezette be. Első tánciskoláját 2003-ban nyitotta meg Budapesten. Azóta is innen kerülnek ki a hazai versenyek győztesei és legkeresettebb trénerei. Más vélemények szerint hazánkban a rúdtáncot Szabó Liza, a Pole Dance Fitness Hungary Táncstúdió tulajdonosa vezette be. Innen kerülnek ki a hazai versenyek győztesei és legkeresettebb trénerei. Szabó Liza a hírnevét első aranyérmes versenyével érdemelte ki, 2013-ban, 40+ Master kategóriában.[forrás?]
A magyar országos bajnokság, a Miss Poledance Hungary verseny először 2008-ban került megrendezésre Magyarország egyetlen akkreditált Poledance és Pole-fitness Stúdiója, a Dollhouse és Pirner Alma, a magyar licenc tulajdonos szervezésében. A versenysorozatból hagyományt teremtett, és így biztosítja a magyar versenyzőknek a lehetőséget, hogy részt vegyenek európai vagy világversenyeken, és ezáltal népszerűsítik a poledance-t és pole-fitness-t, mint sportot a világban a magyarok segítségével is. 2011-ben Pálmaffy Barbara lett a magyar bajnok.
2011-ben Pirner Almának köszönhetően, a dinamikusan fejlődő hazai rúdtánc-élet elismeréseként Magyarország nyerte el a rangos nemzetközi sportesemény, a világbajnokság rendezési jogát, ami bizonyítja vezető szerepünket e sportágban is. A versenyre 25 országból érkeztek a versenyzők, a világ minden tájáról. A 2011-es, Budaörsi Városi Sportcsarnokban, október 1-jén megrendezett bajnokság több szempontból is különleges volt. A női versenyzők mellett ekkor először mérhették össze ügyességüket a férfi artisták és a rúdtánc párosok is. Ráadásul a páros kategóriában Magyarország aranyérmet nyert, Pálmaffy Barbara és Bardóczy Ilka személyében.

## Rúdtánc bajnokságok
Világszerte számtalan amatőr és profi bajnokságot rendeznek a műfajban. Mindegyik szigorúan tiltja a meztelenséget, sőt, a versenyzőt ki is zárják a versenyből, ha bizonyos testrészei – akár véletlenül is – kilátszódnak. A versenyek a hangsúlyt a rúdtánc atletikus és művészi mivoltára helyezik.
A versenyzőket a következők szerint pontozzák: technika, kivitelezés, átkötés, eredetiség, rugalmasság és stílus. Ugyanúgy mint a műkorcsolyában a rúdtánc bajnokságon is vannak kötelező elemek, amiket a versenyzőknek be kell mutatniuk és szabadon választható gyakorlat, ahol az indulók szabadon engedhetik fantáziájukat és akár saját maguk által kifejlesztett, új elemeket is előadhatnak. A versenyeken azért van szükség arra, hogy kevés ruhadarabot viseljenek (sort vagy bugyi és top), mert kezeiken kívül más testrészeikkel tartják magukat a rúdon, mint pl. térdhajlat, hónalj, comb, vagy akár has.
Az első profi világbajnokságot, a „Miss Pole Dance World” versenyt 2005-ben rendezték meg Amszterdamban, amit a brit Elena Gibson nyert meg. Azonban másnap a versenyzőt diszkvalifikálták a szervezők, így a címet a második helyezett, a japán Reiko Suemune kapta meg. A világbajnokságot azóta is évente rendezik meg: 2009-ben Jamaicában, 2010-ben Svájcban, 2011-ben pedig Magyarországon rendezték meg a világbajnokságot. Az egyik legsikeresebb rúdtánc bajnok az ausztrál Felix Cane, aki két évben is megnyerte a világbajnokságot, főállásban pedig a világhírű Cirque du Soleil egyesület elismert tagja.
A rúdtánc szövetség célja, hogy a sportág olimpiai versenyszámmá váljon, és már több ezer aláírást gyűjtöttek annak érdekében, hogy a 2012-es londoni olimpiai játékokon már szerepeljen. Ennek ellenére azóta sem vált olimpiai versenyszámmá.